# تلوث الهواء في الهند

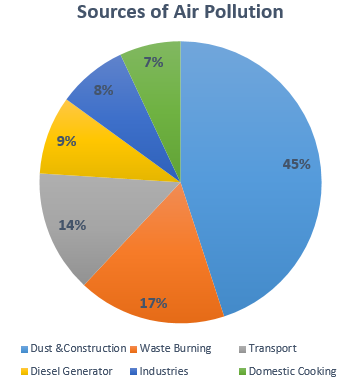

يعد تلوث الهواء في الهند مشكلة صحية خطيرة. من بين أكثر المدن تلوثًا في العالم، كانت 21 من أصل 30 مدينة في الهند في عام 2019. وفقًا لدراسة تستند إلى بيانات عام 2016، يتنفس 140 مليون شخص على الأقل في الهند الهواء الذي يتجاوز 10 أضعاف أو أكثر من الحد الآمن الذي ذكرته منظمة الصحة العالمية، وتتضمن الهند 13 من 20 أعلى مدينة في العالم ذات أعلى مستويات تلوث الهواء السنوية. ينتج 51% من تلوث الهواء في الهند بسبب التلوث الصناعي و27% بواسطة السيارات والعربات و17% عن طريق حرق المحاصيل و5% بسبب الألعاب النارية في احتفالات الديوالي. يساهم تلوث الهواء في الوفيات المبكرة لمليوني هندي كل عام. تأتي الانبعاثات من العربات والصناعة، بينما ينبع معظم التلوث في المناطق الريفية من حرق الكتلة الحيوية عن طريق الطهي والتدفئة. يتمثل حرق بقايا المحاصيل على نطاق واسع في الحقول الزراعية في أشهر الخريف والشتاء - وهو بديل أرخص للحراثة الميكانيكية - مصدرًا رئيسيًا للتلوث بالدخان والضباب الدخاني والجسيمات. لدى الهند انبعاثات فردية منخفضة من غازات الدفيئة ولكن تعد الدولة ككل ثالث أكبر منتج للغازات الدفيئة بعد الصين والولايات المتحدة. وجدت دراسة أجريت عام 2013 على غير المدخنين في الهند، أن وظيفة الرئة أضعف بنسبة 30% من الأوروبيين.
صدر قانون الهواء (منع التلوث والسيطرة عليه) في عام 1981 لتنظيم تلوث الهواء ولكنه فشل في الحد من التلوث بسبب سوء تطبيق القواعد.[بحاجة لمصدر]
أطلقت حكومة الهند في عام 2015، بالتعاون مع المعهد الهندي للتكنولوجيا في كانبور، مؤشر جودة الهواء الوطني. أطلقت الهند «البرنامج الوطني للهواء النظيف» بعد ذلك في عام 2019، مع هدف وطني مبدئي لتخفيض تركيزات 2.5 ج.م (جسميات معلقة حجمها 2.5 ميكرون) و10 ج.م بنسبة 20% -30% بحلول عام 2024، معتبرة عام 2017 السنة الأساسية للمقارنة. سيُطرح البرنامج في 102 مدينة تُعتبر ذات جودة هواء أسوأ من المعايير الوطنية لجودة الهواء. هناك مبادرات أخرى مثل السور الأخضر العظيم لممر إرافالي البيئي الأخضر (طوله 1.600 كيلومتر وعرضه 5 كيلومترات) على طول سلسلة جبال أرافالي التي تستمر من غوجارات إلى دلهي والتي تتصل أيضًا بمجموعة جبال شيفلاك مع زراعة 1.35 مليار (135 كرور روبية) أشجار أصلية جديدة على مدى 10 سنوات لمكافحة التلوث. أطلق المعهد الهندي للتكنولوجيا ببومباي في ديسمبر 2019، بالشراكة مع كلية ماكلفي للهندسة بجامعة واشنطن في سانت لويس، مرفق أبحاث الهباء الجوي وجودة الهواء لدراسة تلوث الهواء في الهند.

## الأسباب

### حرق الوقود والكتلة الحيوية
يعتبر حرق خشب الوقود والكتلة الحيوية، السبب الرئيسي للضباب والدخان شبه الدائم الذي لوحظ فوق المناطق الريفية والحضرية في الهند، وفي صور الأقمار الصناعية للبلاد أيضًا. يُستخدم كل من حطب الوقود والكتلة الحيوية للطبخ واحتياجات التدفئة العامة. تُحرق هذه المواد في مواقد الطهي المعروفة باسم قطعة تشولاه أو تشولها في بعض أجزاء الهند. وتوجد مواقد الطهي هذه في أكثر من 100 مليون أسرة هندية، وتستخدم من مرتين إلى ثلاث مرات يوميًا. تزعم بعض التقارير، بما في ذلك تقرير صادر عن منظمة الصحة العالمية، موت ما يتراوح بين 300.000 و400,000 شخص بسبب تلوث الهواء الداخلي والتسمم بأول أكسيد الكربون في الهند بسبب حرق الكتلة الحيوية واستخدام التشولاه. يؤثر هذا على الرئتين. وبسبب تلوث الهواء، توجد غازات ضارة في الهواء. كما يعد تلوث الهواء السبب الرئيسي لتكون السحابة البنية الآسيوية التي تؤخر بدء الرياح الموسمية. لن يتوقف حرق الكتلة الحيوية وحطب الوقود إلا إذا أصبحت تقنيات الكهرباء أو الحرق النظيف للوقود متاحة بشكل موثوق واعتُمدت على نطاق واسع في المناطق الريفية والحضرية في الهند.
والهند هي أكبر مستهلك في العالم للأخشاب والنفايات الزراعية والوقود الحيوي لأغراض الطاقة. واستخدمت الهند حسب آخر دراسة 148.7 مليون طن من الفحم لاستبدال أنواع من الاخشاب والوقود الحيوي سنويًّا من أجل استخدام الطاقة المحلية.
وبلغ متوسط الاستهلاك السنوي للفرد في الهند من الأخشاب والنفايات الزراعية والوقود الحيوي ما يعادل 206 كيلوغرام من الفحم. وكان مجموع مساهمة الأخشاب، بما في ذلك مخلفات الخشب، حوالي 46 في المائة من المجموع، أما الباقي فهو من النفايات الزراعية والوقود الحيوي. ويهيمن الوقود التقليدي (الخشب وبقايا المحاصيل) على استخدام الطاقة المحلية في المناطق الريفية في الهند ويمثل نحو 90٪ من إجمالي هذا الاستخدام. وفي المناطق الحضرية، يشكل هذا الوقود التقليدي حوالي 24 في المائة من المجموع الكلي. تحرق الهند سنويًّا أكثر من الولايات المتحدة الأمريكية بعشرة أضعاف من الأخشاب؛ وتختلف نوعية الأخشاب في الهند عن الحطب الجاف في الولايات المتحدة؛ كما أن المواقد الهندية المستخدمة أقل كفاءة، وبالتالي ينتج المزيد من الدخان وملوثات الهواء عن كل كيلوجرام.

### غش الوقود
بعض سيارات الأجرة والسيارات العاملة تعمل على خلطات الوقود المغشوشة. ويعد غش البنزين والديزل الذي يتضمن وقودًا منخفض الأسعار شائعا في جنوب آسيا، بما في ذلك الهند. يزيد بعض الغش من انبعاثات الملوثات الضارة من المركبات، مما يزيد من تلوث الهواء في المناطق الحضرية. والحوافز المالية الناشئة عن الضرائب هي عموما السبب الرئيسي في غش الوقود. ففي الهند وغيرها من البلدان النامية، تفرض ضريبة على البنزين أعلى كثيرا من ضريبة الديزل، الذي بدوره يملك ضريبة أعلى من الكيروسين الذي يستخدم كوقود الطهي، في حين تفرض على بعض المذيبات ومواد التشحيم ضرائب بقيمة قليلة أو لا تفرض.
مع ارتفاع أسعار الوقود، يخفض سائقو النقل العام التكاليف من خلال مزج الهيدروكربون الأرخص بالهيدروكربون الخاضع لضريبة عالية. قد يصل المزج إلى 20-30 في المئة. بالنسبة لسائق بأجر منخفض، فإن الغش يمكن أن يحقق مدخرات قصيرة الأجل ومهمة على مدى الشهر. يتم تجاهل النتائج المترتبة على تلوث الهواء على المدى الطويل، وجودة الحياة، والتأثير على الصحة. كما تم تجاهل انخفاض العمر الافتراضي لمحرك السيارات وارتفاع تكاليف الصيانة، خاصة إذا كان السيارة العمومية أو الشاحنة تُستأجر برسوم يومية.

### الازدحام المروري
الازدحام المروري شديد في المدن والبلدات الهندية. ويعود لعدة أسباب منها: زيادة عدد المركبات لكل كيلومتر من الطرق المتاحة، والافتقار إلى الطرق السريعة المقسمة بين المدن وشبكات الطرق السريعة داخل المدن، وحوادث المرور، والفوضى بسبب سوء تطبيق قوانين المرور.
تقلل اختناقات المرور من متوسط سرعة الحركة. وتشير الدراسات العلمية التي أجريت إلى أن المركبات التي تسير بسرعة منحفضة تحرق الوقود بصورة غير فعالة وتلوث بشكل أكبر في كل رحلة. على سبيل المثال، وجدت دراسة أجريت في الولايات المتحدة أن السيارات في نفس الرحلة تستهلك المزيد من الوقود وتلوث أكثر في حالة ازدحام حركة المرور، مقارنة بالحال عندما يكون الطريق مفتوحًا. وفي متوسط سرعات السفر بين 20 و40 كيلومترا في الساعة، كان انبعاثات ملوثات السيارات ضعف ما كان عليه متوسط السرعة 55 إلى 75 كيلومترا في الساعة. وفي متوسط سرعات السفر بين 5 كيلومترات و 20 كيلومترا في الساعة، كانت انبعاثات ملوثات السيارات 4 إلى 8 مرات بقدر ما كان متوسط السرعة 55 إلى 70 كيلومترا في الساعة. كانت كفاءة الوقود أسوأ بكثير مع الازدحام المروري.
يعتبر جمود حركة المرور في دلهي وغيرها من المدن الهندية أمرًا بالغ الصعوبة. يبلغ متوسط سرعة الرحلة في العديد من طرق المدن الهندية أقل من 20 كيلومتر في الساعة؛ ويمكن أن تستغرق رحلة العشر كيلومترات 30 دقيقة أو أكثر. وبمثل هذه السرعات، تطلق المركبات في الهند ملوثات الهواء أكثر من 4 إلى 8 مرات مما تفعل مع الازدحام المروري الأقل؛ كما تستهلك السيارات الهندية كميات أكبر من الوقود الكربوني في كل رحلة، أكثر مما لو كان ازدحام المرور أقل. تزداد انبعاثات الجسيمات والمعادن الثقيلة بمرور الوقت لأن النمو المستمر في عدد السيارات يفوق الجهود المبذولة للحد من الانبعاثات.

### انبعاثات الغازات الدفيئة
كانت الهند ثالث أكبر مصدر لثاني أكسيد الكربون في عام 2017، حيث بلغت حصتها 82.6% من انبعاثات ثاني أكسيد الكربون، بعد الصين (27.21%)، والولايات المتحدة (14.58%). وفقا لتقرير صادر عن المشروع العالمي للكربون، بعد انخفاض النمو خلال الفترة 2014-2016، ارتفعت الآن انبعاثات ثاني أكسيد الكربون الأحفوري سنتين متتاليتين، مع ارتفاع قدره 1.6 في المائة في عام 2017، وارتفاع متوقع بنسبة 2.7 في المائة (يتراوح بين 1.8 في المائة و3.7 في المائة) في عام 2018، حيث بلغ مستوى قياسيا قدره 37.1 بليون طن (زائد أو ناقص 2) من ثاني أكسيد الكربون.